# Edith Flack Ackley
Edith Flack Ackley Wengenroth (6 de junio de 1887 - 28 de noviembre de 1970) fue una escritora, fabricante y diseñadora de muñecas estadounidense.

## Biografía
Nació en Greenport, Nueva York. Hizo sus primeras muñecas para su hija.  Cuando su hija, Telka, era mayor, pintaba acuarelas que eran retratos de las muñecas de Ackley. Ackley pasó a hacer muñecas como fuente de ingresos,  y tenía su propia tienda de muñecas. Las muñecas de Ackley se han exhibido en el Museo Wenham y el Museo de los Niños de Cleveland.
Su primer marido, Floyd Ackley, fue diseñador de joyas. Su segundo marido fue el artista Stow Wengenroth,  con quien se casó en 1936.

## Obras
- Ackley, Edith Flack (1 de enero de 1939). Paper dolls: Their history and how to make them. Frederick A. Stokes Company.[9]
- Ackley, Edith Flack (1 de enero de 1941). A Doll Shop of Your Own (First edición). Frederick A. Stokes.
- Ackley, Edith Flack (1929). Marionettes: Easy to Make! Fun to Use!. University of Alberta Libraries. New York, Frederick A. Stokes company.[9]
- Ackley, Edith Flack (1 de enero de 1951). Dolls to make for fun and profit. Lippincott.[9]
- Ackley, Edith Flack (1 de enero de 1940). Holiday Cards for You to Make (2nd edición). J. B. Lippincott Company.[9]